# نیو ورلد دیولاپمنت
نیو ورلد دیولاپمنت (انگلیسی: New World Development) شرکت خوشه‌ای هنگ کنگی است، که در سال ۱۹۷۰ توسط چنگ یو-تانگ تأسیس شد.